# شهرستان پرنس ویلیام (ویرجینیا)
شهرستان پرنس ویلیام، ویرجینیا (به انگلیسی: Prince William County, Virginia) یک سکونتگاه مسکونی در ایالات متحده آمریکا است که در ویرجینیا واقع شده‌است.

## خصوصیات
شهرستان پرنس ویلیام ۹۰۱٫۳۲ کیلومترمربع مساحت دارد.